# L'apicoltore
L'apicoltore (titolo originale L'apiculteur) è un romanzo dello scrittore francese Maxence Fermine, pubblicato nel 2000, vincitore del Premio Murat nel 2001, edito in Italia da Bompiani editore. Il libro conclude la "trilogia dei colori" dell'autore francese.

## Trama
Il protagonista, Aurelien, è un apicoltore francese che lavora in compagnia degli amici Leopold e Pauline, quest'ultima segretamente innamorata di lui. In seguito a un incontro con una donna africana decide di partire, abbandonando gli amici.